# Gianmaria
Gianmaria  è un nome proprio di persona italiano maschile.

## Varianti
- Maschili: Gian Maria, Giammaria[3]

### Varianti nelle diverse lingue
- Francese: Jean-Marie
- Spagnolo: Juan María
  - Ipocoristici: Juanma
- Portoghese: João Maria

## Origine e diffusione
Si tratta di un nome composto, oggi di scarsa diffusione, formato dall'unione di Giovanni (qui nella forma abbreviata Gianni) e Maria (quest'ultimo nel suo uso tipicamente italiano di secondo nome maschile). Si trova principalmente nel Nord Italia, Piemonte, Lombardia (è abbastanza diffuso nel milanese) e Veneto. 

## Onomastico
L'onomastico si può festeggiare il 4 agosto in memoria di san Giovanni Maria Vianney.

## Persone

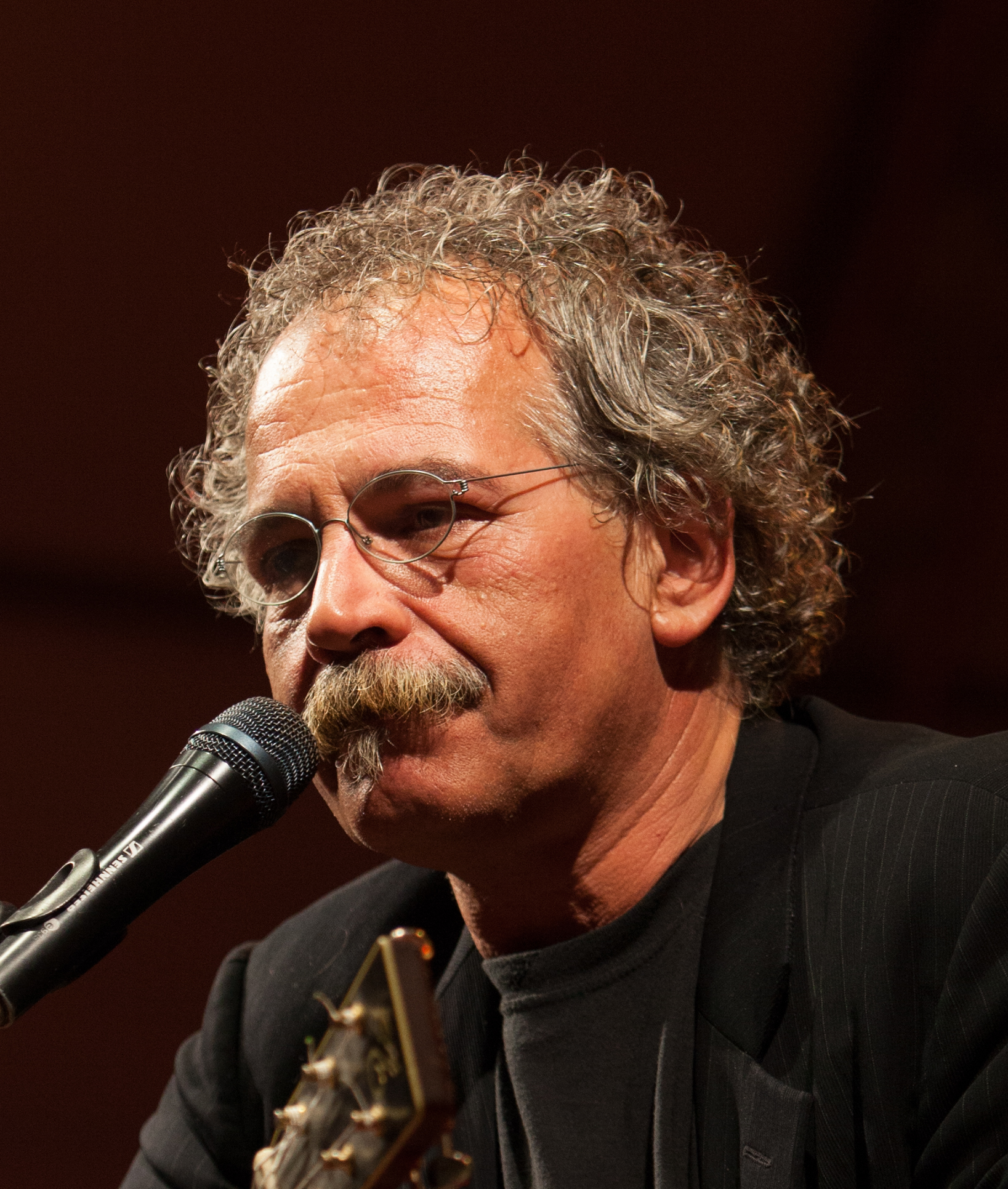
Gianmaria Testa

- Gianmaria Ajani, giurista e accademico italiano
- Gianmaria Bruni, pilota automobilistico italiano
- Gianmaria Dal Maistro, sciatore alpino italiano
- Gianmaria Pomedello, incisore, pittore e medaglista italiano
- Gianmaria Testa, cantautore italiano
- Gianmaria Volpato, cantautore e rapper italiano

### Variante Giammaria
- Giammaria Mazzuchelli, letterato, bibliografo e storico italiano
- Giammaria Ortes, filosofo, matematico, economista e monaco camaldolese italiano
- Giammaria Visconti di Modrone, imprenditore italiano

### Variante Gian Maria
- Gian Maria Cominetti, regista e sceneggiatore italiano
- Gian Maria Gabbiani, pilota automobilistico, imprenditore e personaggio televisivo italiano
- Gian Maria Gazzaniga, giornalista italiano
- Gian Maria Gros-Pietro, dirigente d'azienda italiano
- Gian Maria Volonté, attore e sceneggiatore italiano

### Variante Jean-Marie
- Jean Marie Julien Balland, cardinale e arcivescovo cattolico francese
- Jean-Marie Leclair, violinista e compositore francese
- Jean-Marie Le Pen, politico francese
- Jean-Marie Lehn, chimico francese
- Jean-Marie Pfaff, calciatore belga
- Jean-Marie-Rodrigue Villeneuve, cardinale e arcivescovo cattolico canadese
- Jean-Marie Villot, cardinale e arcivescovo cattolico francese